# Салон красоты
Салон красоты — заведение, занимающееся косметическим обслуживанием мужчин и женщин. К этой же ветви обслуживания относятся салоны причёсок и спа. Салоны красоты в отличие от них занимаются в основном работой с лицами и телами людей.

## Услуги салонов
- Массаж — совокупность приёмов механического и рефлекторного воздействия на ткани и органы в виде растирания, давления, вибрации, проводимых непосредственно на поверхности тела человека как руками, так и специальными аппаратами через воздушную, водную или иную среду с целью достижения лечебного или иного эффекта.
- Маникюр — уход за пальцами рук, чистка, полировка, покрытие лаком ногтей.
- Педикюр — уход за ступнями и пальцами ног (чистка и полировка ногтей, удаление мозолей и т. п.).
- Окрашивание волос — процесс, в ходе которого наносится специальное красящее вещество, способное изменить природный цвет или оттенок.
- Наращивание ресниц — способ увеличения объёма натуральных ресниц и приданиям им привлекательного эффекта.
- Ламинирование ресниц — процедура, которая удлиняет, завивает и укрепляет структуру ресниц благодаря входящим в состав средствам.
- Перманентный макияж — внедрение специального пигмента в верхние слои дермы с помощью иглы для создания стойкого рисунка на лице, чтоб подчеркнуть, выделить, скорректировать, улучшить некоторые черты лица или имитировать обычный макияж.
- Архитектура бровей — создание формы бровей разными способами: окрашивание и татуаж, коррекция формы, макияж бровей.
- Ламинирование бровей — процедура, которая заключается в поочередном нанесении на волоски бровей различных составов. Их задача — придать волоскам правильное направление, зафиксировать аккуратную форму бровей, затемнить брови (окрасить в более выразительный оттенок).
- Стрижка волос — укорачивание волос. Процесс стрижки состоит из методов, операций, срезов, определённого фасона.
- Укладка волос — совокупность операций, позволяющих придать волосам ту или иную форму с тем или иным рисунком на непродолжительное время.
- Мелирование — окрашивание волос отдельными прядями.

Салоны красоты также предлагают услуги эпиляции и депиляции. В перечень оказываемых услуг могут входить и криолифтинг, мезотерапия, пилинг, татуаж, солярий, парикмахерские услуги.

## Основные профессии работников салонов красоты
- Парикмахер — специалист в области создания стиля человека с помощью причёски.
- Визажист
- Косметолог — специалист, ухаживающий за лицом и телом клиента с целью придания им большей привлекательности, свежести.
- Стилист — специалист в области создания стиля (имиджа) человека.
- Бровист — специалист, который занимается моделированием, уходом, а также оформлением бровей
- Мастер маникюра — специалист, который осуществляет косметические процедуры по уходу за ладонями рук (пальцами, ногтями).[1]
- Мастер педикюра — специалист, который осуществляет косметические процедуры по уходу за ступнями (пальцами, ногтями).[1]
- Nail-дизайнер — специалист в области искусства украшения ногтей.
- Лэшмейкер — специалист в области наращивания ресниц, искусства украшения ресниц, стилист взгляда.

## Салоны и сети салонов красоты
Объём мирового рынка профессиональных парикмахерских услуг составляет $150 млрд в год.
В США и странах Европы, в отличие от России, основную долю рынка контролируют сети салонов красоты.
Доля доходов сетевых салонов (сетей салонов красоты) в США составляет более 80 % от всех парикмахерских и салонов красоты. В Великобритании и Франции, согласно исследованиям Euromonitor, доля сетей чуть ниже — порядка 70 %.
Крупнейшая в мире сеть салонов красоты — американская сеть Regis Corporation. В общей сложности в неё входит более 13 400 салонов в более чем 30 странах в Северной и Южной Америки, Европы, Африки и Азии. Regis Corporation контролирует около 4 % американского рынка парикмахерских услуг и открывает по 200—300 салонов в год под различными марками по всему миру. Ежегодно порядка 160 миллионов клиентов пользуются услугами салонов и центров красоты Regis Corporation.

По данным Росстата, в России работает от 20 000 до 30 000 зарегистрированных парикмахерских и салонов красоты. На рынке красоты Украины выделяют 4 основных категории салонов в зависимости от ценовой политики, предлагаемых услуг, месторасположения и брендов используемой косметики.